# Plantation, Florida

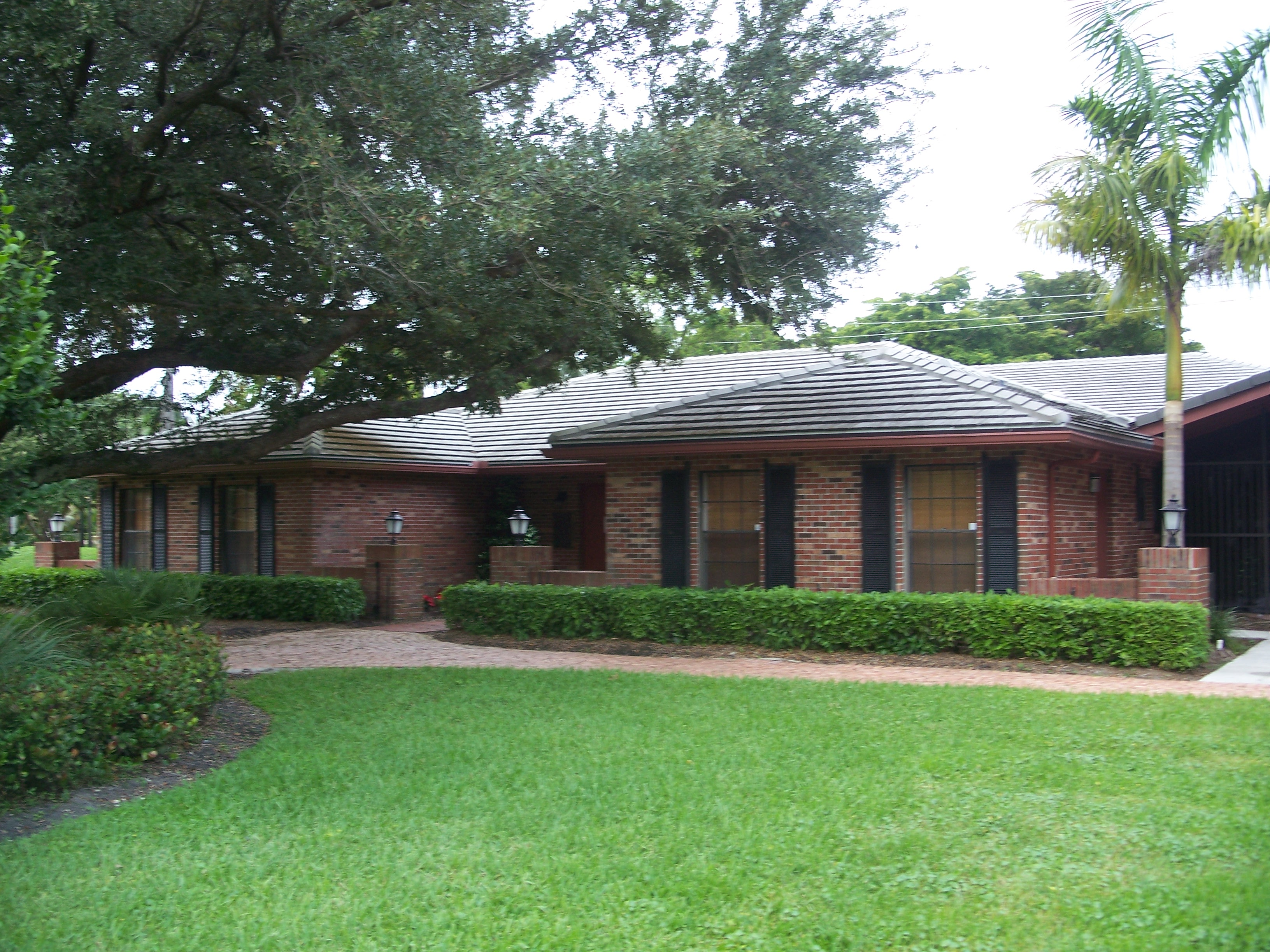
Bảo tàng lịch sử tại Plantation, Florida

Plantation là một thành phố thuộc quận Broward trong bang Florida, Hoa Kỳ. Thành phố có tổng diện tích  km², trong đó diện tích đất là  km². Theo điều tra dân số Hoa Kỳ năm 2010, thành phố có dân số 84.955 người.
Plantation là một phần của vùng thống kê đô thị Miami-Fort Lauderdale-Pompano Beach, với tổng dân số 5.546.635 người theo cuộc điều tra dân số 2010.
Tên của thành phố xuất phát từ chủ sở hữu trước đó của đất, Công ty trang trại Everglades. Phương châm chính thức của rừng trồng là "cỏ xanh hơn". Plantation bị thiệt hại nặng nề từ cơn bão Wilma 24 tháng 10 năm 2005.
Tòa thị chính Plantation là bối cảnh cho một phần của bộ phim, Something About Mary. Ngôi nhà thời thơ ấu của Đức Maria đã được quay một vài dặm từ tòa thị chính.
Theo Cục Điều tra Dân số Hoa Kỳ, thành phố có tổng diện tích 21,93 dặm vuông (57  km²). 21,74 dặm vuông (56  km²) của nó là đất và 0,19 dặm vuông (0  km²) của nó (0,87%) là nước.